# Nova Rača
Nova Rača je vesnice a správní středisko stejnojmenné opčiny v Chorvatsku ve Bjelovarsko-bilogorské župě. Nachází se asi 15 km jihovýchodně od Bjelovaru. V roce 2011 žilo v Nové Rači 469 obyvatel, v celé opčině pak 3 433 obyvatel.
Součástí opčiny je celkem třináct trvale obydlených vesnic.
- Bedenik – 461 obyvatel
- Bulinac – 358 obyvatel
- Dautan – 295 obyvatel
- Drljanovac – 242 obyvatel
- Kozarevac Račanski – 109 obyvatel
- Međurača – 330 obyvatel
- Nevinac – 203 obyvatel
- Nova Rača – 469 obyvatel
- Orlovac – 199 obyvatel
- Sasovac – 228 obyvatel
- Slovinska Kovačica – 137 obyvatel
- Stara Rača – 308 obyvatel
- Tociljevac – 94 obyvatel

Opčinou prochází státní silnice D28 a župní silnice Ž2232, Ž3029, Ž3045, Ž3089, Ž3090, Ž3091, Ž3092, Ž3280 a Ž3282. Protéká zde potok Račačka, který je levostranným přítokem řeky Česmy.